# Stormwatch
| Críticas profissionais | Críticas profissionais |
| Avaliações da crítica  | Avaliações da crítica  |
| Fonte                  | Avaliação              |
| ---------------------- | ---------------------- |
| Allmusic               | 2 de 5 estrelas.       |

Stormwatch é um álbum conceitual e o décimo segundo álbum de estúdio da banda britânica Jethro Tull - o terceiro em uma trilogia de álbuns mixando harmonias folk bretãs com a música rock mais convencional. O álbum lida com a deterioração do meio ambiente, prevendo um futuro apocalíptico caso a humanidade não abandone seu fanatismo pelo desenvolvimento econômico e cuide melhor da natureza. De fato, é o último estágio do pessimismo crescente após a esperança em Songs from the Wood e a visão obscurantista de Heavy Horses.
Em 2004 uma versão remasterizada de Stormwatch foi lançada com quatro faixas bônus. 

## Faixas
1. "North Sea Oil" - 3:12
2. "Orion" - 3:58
3. "Home" - 2:46
4. "Dark Ages" - 9:13
5. "Warm Sporran" - 3:33
6. "Something's On The Move" - 4:27
7. "Old Ghosts" - 4:23
8. "Dun Ringill" - 2:41
9. "Flying Dutchman" - 7:46
10. "Elegy" - 3:38

Faixas bônus
1. "A Stitch In Time" - 3:40
2. "Crossword" - 3:38
3. "Kelpie" - 3:47
4. "King Henry's Madrigal" - 3:01